# Gistemário
Ghislemário, Gislemario, Giselmario ou Gistemario († 685) é um prefeito do palácio da Nêustria de 684 a 685 sob Teodorico III. Ele era o filho do prefeito do palácio Varatão  e Ansfleda.

## Biografia
Em 681 o prefeito do palácio Ebroíno é assassinado por Ermenfredo, um funcionário do Tesouro, que fugiu, leva os bens e se refugia na corte de Austrásia. Os nobres do reino de Nêustria reúnem-se e escolhem para sucessor de Ebroíno o seu parente Varatão, um senhor de baixo poder, a fim de manter a sua independência. No entanto, é uma grande proprietário na região de Rouen. Normalmente lei franca prevê que se vingue o assassinato de seu antecessor, o que significava atacar a Austrásia, que protegia o assassino, mas Varatão preferiu fazer as pazes com a Austrasia, governado pelo prefeito do palácio Pepino de Herstal. A situação é bastante difícil porque os dois reinos eram governados por dois prefeitos do palácio geralmente inimigos, tinham o mesmo rei, Teodorico III. A paz concluída não agrada a todos os nobres, e uma oposição se reúne em torno de Gistemário, o filho de Varatão, que derruba o seu pai em 683. Gistemario ataca a Austrasia e bate Pepino perto de Namur, em 684, mas ele morreu pouco após e Varatão torna-se prefeito do palácio.